# Kawasaki Mean Streak

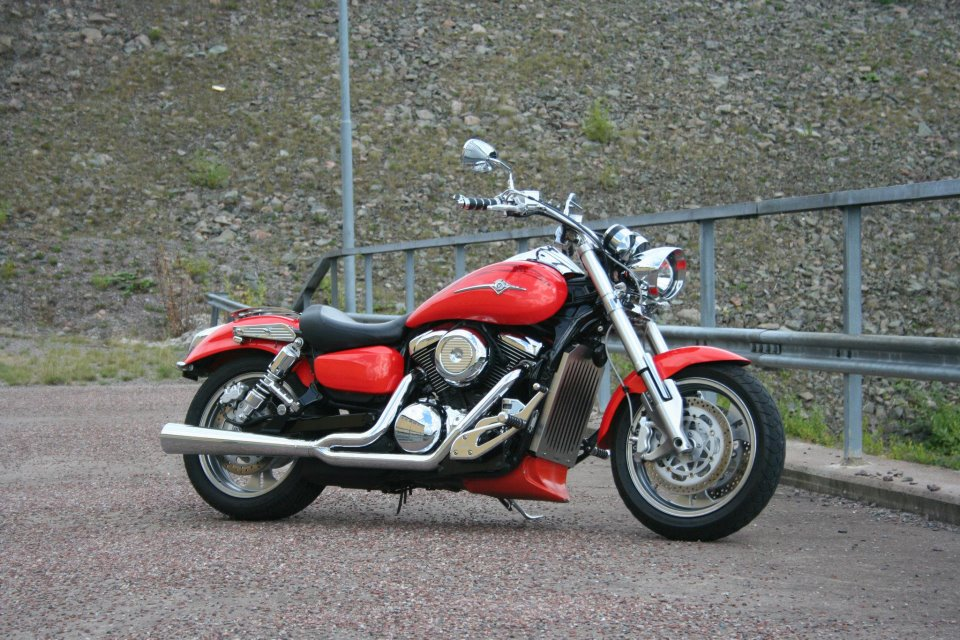
Mean Streak, 2005, magma red

Kawasaki Mean Streak är en motorcykel inom området customhojar och är tillverkad av Kawasaki.
Modellen tillverkades mellan åren 2002 till och med år 2007. Åren 2002- 2003 hade den en 1500 cc v-twin motor och 2004 uppgraderades motorn till 1600 cc v-twin motor. Båda motorerna hade bränsleinsprutning.
Motorcykeln är en kombination av en glidare och en motorcykel för lite mer sportigare körning, en så kallad power cruiser. Utrustad med inverterad framgaffel samt dubbla bromsskivor fram med två stycken 6-kolvs bromsok som standard. Motorcykeln har en vätskekyld, 2-cylindrig 4-takts v-twinmotor. Vidare är den utrustad med en 5-växlad växellåda samt kardandrift. Motorerna hade dock för höga avgasutsläpp för de nya avgaskrav som infördes, och försvann därför som modell.

## Tekniska data
- Kawasaki Mean Streak vn 1500
- Tillverkningsår: 2002- 2003 årsmodell
- Motor: 2 cylindrig v-twin motor OHC, vätskekyld
- Slagvolym: 1470 cc
- Antal cylindrar: 2 (50-graders v-twin)
- Antal ventiler per cylinder: 4
- Bränslesystem: Elektronisk insprutning
- Max effekt/varv: 72 hk / 5500rpm
- Max vridmoment/varv: 114 Nm / 3000 rpm
- Kraftöverföring: 5-växlad, kardandrivning
- Hjulbas: 1 705 mm
- Sitthöjd: 700 mm
- Bromsar fram: Dubbla 330 mm-skivor, 6-kolvsok
- Bromsar bak: 300 mm-skiva, 2-kolvsok
- Fjädring fram: Inverterad 41 mm teleskopgaffel
- Fjädring bak: Dubbla luftassisterade stötdämpare, justerbar fjäderförspänning
- Däck fram: 130/70-17
- Däck bak: 170/60-17
- Tankvolym: 17 l
- Uppgiven torrvikt: 289 kg
- Kawasaki Mean Streak vn 1600
- Tillverkningsår: 2004- 2007 årsmodell
- Motor: 2 cylindrig v-twin motor OHC, vätskekyld
- Slagvolym: 1 552 cc
- Antal cylindrar: 2 (50-graders v-twin)
- Antal ventiler per cylinder: 4
- Bränslesystem: Elektronisk insprutning
- Max effekt/varv: 73 hk / 5300rpm
- Max vridmoment/varv: 125 Nm / 2800 rpm
- Kraftöverföring: 5-växlad, kardandrivning
- Hjulbas: 1 705 mm
- Sitthöjd: 700 mm
- Bromsar fram: Dubbla 330 mm-skivor, 4-kolvsok
- Bromsar bak: 300 mm-skiva, 2-kolvsok
- Fjädring fram: Inverterad 41 mm teleskopgaffel
- Fjädring bak: Dubbla luftassisterade stötdämpare, justerbar fjäderförspänning
- Däck fram: 130/70-17
- Däck bak: 170/60-17
- Tankvolym: 17 l
- Uppgiven torrvikt: 289 kg